# Jorge Jukich
Jorge Eduardo Jukich Curbelo (* 6. Januar 1943 in Montevideo) ist ein ehemaliger uruguayischer Radrennfahrer.

## Sportliche Laufbahn
Jukich war Teilnehmer der Olympischen Sommerspiele 1968 in Mexiko-Stadt. Er bestritt das Mannschaftszeitfahren. Das Team mit René Deceja, Luis Sosa, Walter Garre und Jorge Jukich belegte den 24. Rang.
In den Wettbewerben im Straßenradsport war er auch bei den Olympischen Sommerspielen 1972 in München dabei. Im olympischen Straßenrennen schied er beim Sieg von Hennie Kuiper aus dem Rennen aus. Im Mannschaftszeitfahren kam der Vierer aus Uruguay mit Jukich, Lino Benech, Alberto Rodríguez und Walter Tardáguila auf den 27. Rang.
1969 wurde er Sieger im Rennen Vuelta del Pueblo, in der Uruguay-Rundfahrt kam er als Dritter hinter dem Sieger Walter Moyano auf das Podium. 1972 wurde er Zweiter des Etappenrennens.